# Berzé-la-Ville
Berzé-la-Ville é uma comuna francesa na região administrativa de Borgonha-Franco-Condado, no departamento Saône-et-Loire. Estende-se por uma área de 5,55 km². Em 2010 a comuna tinha 697 habitantes (densidade: 125,6 hab./km²).